# Кечмания 21
Кечмания 21 (на английски: WrestleMania 21) е турнир на Световната федерация по кеч. Турнирът е pay-per-view и се провежда на 3 април 2005 на Стейпълс Сентър в Лос Анджелис, Калифорния.

## Мачове
| #    | Мачове                                                                                      | вид на мача                            | Време |
| ---- | ------------------------------------------------------------------------------------------- | -------------------------------------- | ----- |
| Дарк | Букър Т победи като елиминира последно Крис Мастърс                                         | Меле между 30 кечиста                  | 09:01 |
| 1    | Рей Мистерио победи Еди Гереро                                                              | Сингъл мач                             | 12:39 |
| 2    | Острието победи Крис Джерико, Шелтън Бенджамин, Крис Беноа, Крисчън (с Тайсън Томко) и Кейн | Мач със стълби за Договора в куфарчето | 15:17 |
| 3    | Гробаря победи Ренди Ортън (с Боб Ортън)                                                    | Сингъл мач                             | 14:14 |
| 4    | Триш Стратъс (c) победи Кристи Хеми (с Лита)                                                | Сингъл мач за титлата при жените       | 04:11 |
| 5    | Кърт Енгъл победи Шон Майкълс                                                               | Сингъл мач                             | 27:25 |
| 6    | Акебоно победи Грамадата                                                                    | Сумо мач                               | 01:04 |
| 7    | Джон Сина победи Джон Брадшоу Лейфийлд (с)                                                  | Мач за титлата на федерацията          | 11:26 |
| 8    | Батиста победи Трите Хикса (c)                                                              | Мач за титлата в тежка категория       | 21:34 |